# Jeong Bo-Kyeong
Jeong Bo-Kyeong (Jinju, 17 de abril de 1991) es una deportista surcoreana que compite en judo.
Participó en los Juegos Olímpicos de Río de Janeiro 2016, obteniendo una medalla de plata en la categoría de –48 kg. En los Juegos Asiáticos consiguió dos medallas en los años 2014 y 2018.
Ganó una medalla en el Campeonato Mundial de Judo de 2015, y una medalla en el Campeonato Asiático de Judo de 2017.

## Palmarés internacional
| Juegos Olímpicos    | Juegos Olímpicos        | Juegos Olímpicos  | Juegos Olímpicos |
| Año                 | Lugar                   | Medalla           | Categoría        |
| ------------------- | ----------------------- | ----------------- | ---------------- |
| 2016                | Río de Janeiro (Brasil) | Medalla de plata  | –48 kg           |
| Campeonato Mundial  |                         |                   |                  |
| Año                 | Lugar                   | Medalla           | Categoría        |
| 2015                | Astaná ( Kazajistán)    | Medalla de bronce | –48 kg           |
| Juegos Asiáticos    |                         |                   |                  |
| Año                 | Lugar                   | Medalla           | Categoría        |
| 2014                | Incheon (Corea del Sur) | Medalla de bronce | –48 kg           |
| 2018                | Yakarta (Indonesia)     | Medalla de oro    | –48 kg           |
| Campeonato Asiático |                         |                   |                  |
| Año                 | Lugar                   | Medalla           | Categoría        |
| 2017                | Hong Kong (China)       | Medalla de bronce | –48 kg           |